# コウォ
コウォ（ポーランド語: Koło、[ˈkɔwɔ]）は、ポーランド中部のヴァルタ川沿いにある町。人口2万3101人（2006年）。コニン県を経て1999年からヴィエルコポルスカ県に所属する、コウォ郡の中心地である。

## 歴史
コウォは、1362年にポーランド王カジミェシュ3世から町としての権利を得た。ヴァルタ川支流の中洲に築かれた王城近くの安全な所にあるため、市壁はなく、門が2箇所設けてあるだけであった。王領地にあることから町は王立都市として、その王領地の中心地になった。
1410年、コウォに大ポーランド地方の貴族が会し、チュートン騎士団との戦争について協議した（グルンヴァルトの戦いを参照）。1452年には、コウォの王城でカジミェシュ4世とプロイセン同盟の代表者らが会見した（十三年戦争参照）。

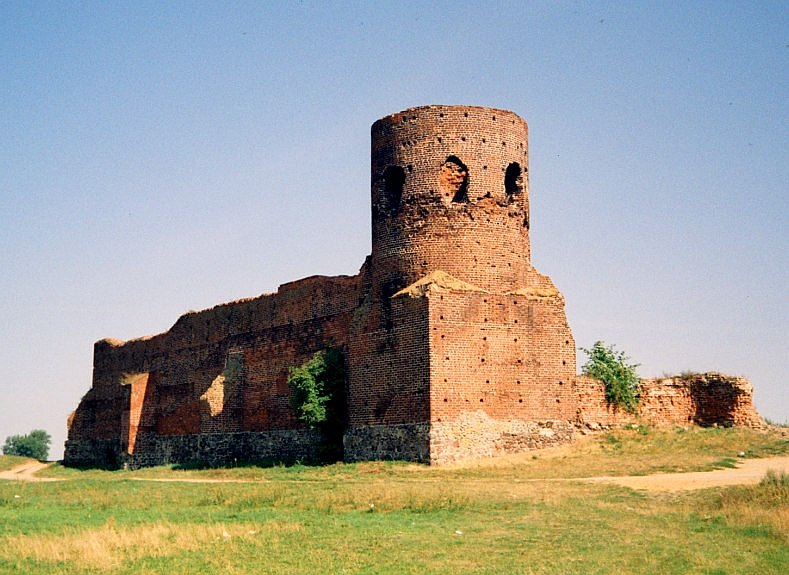
ゴシック様式の城。14世紀築

ポズナニ県、カリシュ県、シェラズ県、ウェンチツァ県、ブジェシュチ・クヤフスキ県、イノヴロツワフ県からなる大ポーランドの地方会議は15世紀から1716年まで、コウォで開かれていた。
地域の貿易と手工業、特に金属工業と織物業の中心地として町は発展した。16世紀になるとヴァルタ川右岸のズドゥニ地区が陶業で成長し、1559年に別々の町となった。コウォはリソフスキの軍勢（1622年）とスウェーデン（1655年）による二度の破壊を受け、17世紀末の経済は持ち直すのがやっとであった。
1793年まで、コウォはカリシュ県コニン郡に所属していた。1793年から1806年にかけてプロイセン王国に占領されたが、1794年のコシュツィウシュコの蜂起で反乱軍によって一時的に解放された。1807年から1815年までワルシャワ公国に、その後はポーランド立憲王国に支配された。

### ユダヤ人への課税
1571年、コウォに住むユダヤ人の地位に関する契約が結ばれた。それ以来、キリスト教徒の市民がユダヤ人を保護する見返りに、ユダヤ人は市に特別税を毎年納めることになった。
1729年、ユダヤ人コミュニティは年間の人頭税として金貨150枚の支払いを要求されたが、この金額は1738年には金貨300枚まで上げられた。
ポーランド議会は1775年、ヘブライ語およびイディッシュ語の書籍一冊ごとに市の公印を必要とするという新たな特別税を課した。公印が押されていない書籍の所有者には重い罰が定められたが、闇ルートで多くの未印本が流通した。

### 近現代
20世紀初頭、コウォのユダヤ人の数は総人口の半数近くに達していた。ナチス・ドイツは1939年9月18日にコウォに到達した。9月19日、14歳以上のすべてのユダヤ人男性が強制収容所に送られた。シナゴーグには翌日に火が放たれた 
。その他のユダヤ人は1940年12月にゲットーに押し込められ、明くる1941年12月に一掃された。残った者はヘウムノ強制収容所に送られ、そこで銃殺やガス中毒で亡くなり、広大な墓場に埋められた。ウッチにユダヤ人を移送する中継地であったことから、ハインリヒ・ヒムラーといったナチスの幹部も町を訪れた。

## スポーツ
- オリンピア・コウォ - サッカー国内五部。1960年と1963年から1965年には国内三部に所属していた

## ゆかりの人物
- フランツィシェク・クサヴェリ・ドモホフスキ - 小説家、詩人、翻訳家、出版者、批評家、風刺作家
- トマシュ・コス - サッカー選手。FCエルツゲビルゲ・アウエなどに所属
- ヤン・プスティ - ハードル選手
- アロン・ブランド - 小児循環器科の専門医

## 姉妹都市
- ラインベック（ドイツ）
- ラディージン（ウクライナ）